# Lijst van Jodentransporten vanuit Nederland

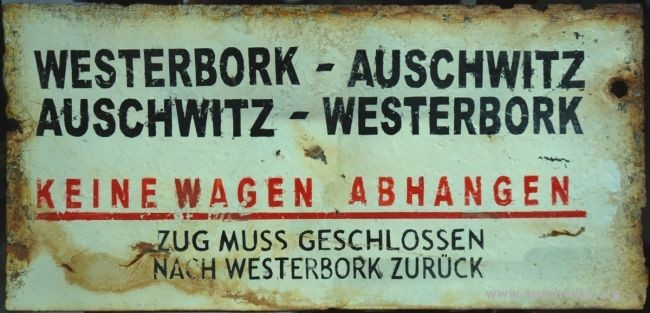
Treinbord Westerbork-Auschwitz

In de Tweede Wereldoorlog hebben ruim 100 gedwongen Jodentransporten vanuit Nederland plaatsgevonden naar concentratie- en vernietigingskampen. Het grootste deel van deze transporten verliep per trein via doorgangskamp Westerbork. Hiervandaan waren er 66 deportaties naar Auschwitz, 19 naar Sobibór, 8 naar Bergen-Belsen, 7 naar Theresienstadt, 2 naar Buchenwald en één naar Ravensbrück. Daarnaast zijn er ook enkele transporten vanuit andere plaatsen in Nederland vertrokken naar het oosten, waaronder Kamp Schoorl bij Alkmaar en Kamp Vught. Enkele van deze deportaties gingen naar Mauthausen.
De transporten vonden plaats onder het mom van gedwongen arbeidsinzet in Oost-Europa. De eerste transporten bestonden vooral uit jongemannen, latere transporten bestonden ook uit vrouwen en kinderen. Tot slot werden ook bewoners van weeshuizen, ziekenhuizen en bejaardentehuizen op transport gezet. In totaal 107.000 personen van Joodse afkomst die in Nederland woonden, zijn weggevoerd. De overgrote meerderheid werd getransporteerd naar Auschwitz en Sobibór. Bij aankomst werden de mensen vanuit het perron doorgeleid naar gaskamers om daar te worden vermoord. Een selectie in Auschwitz werd tewerkgesteld maar stierf aan de gevolgen van dwangarbeid, ondervoeding en ziekte. Van de 107.000 getransporteerden hebben 5.000 de transporten en kampen overleefd.
Hieronder een overzicht van de transporten.
| Vertrekdatum               | Vertrek                   | Aantal gedeporteerden | Aankomstdatum     | Bestemming                     | Bijzonderheden |
| -------------------------- | ------------------------- | --------------------- | ----------------- | ------------------------------ | --- |
| 27 februari 1941           | Schoorl (Station Alkmaar) | 390                   |                   | Mauthausen                     | Personen van de razzia in Amsterdam op 22-23 februari en groep Den Haag, via Buchenwald. |
| 22 mei 1941                | Schoorl (Station Alkmaar) | 342                   |                   | Mauthausen                     | Personen van de razzia in Amsterdam op 22-23 februari. |
| 22 juni 1941               | Schoorl (Station Alkmaar) | 277                   |                   | Mauthausen                     | Personen van de razzia in Amsterdam op 11 juni. |
| 16 september 1941          | Enschede                  | 105                   | 17 september 1941 | Mauthausen                     | Personen van de razzia in Twente op 13, 14 en 15 september 1941. |
| 9 oktober 1941             | Arnhem                    | 72                    |                   | Mauthausen                     | Personen van de razzia op 8-9 oktober in Gelderland. |
| woensdag 15 juli 1942      | Westerbork                | 1135                  | 16 juli 1942      | Auschwitz                      | Eerste transport vanuit Kamp Westerbork. Onder wie Alice Dorell. |
| donderdag 16 juli 1942     | Westerbork                | 895                   | 17 juli 1942      | Auschwitz                      | Binnen deze groep 309 joden die de dag van vertrek aankwamen vanuit Kamp Amersfoort. |
| dinsdag 21 juli 1942       | Westerbork                | 931                   | 22 juli 1942      | Auschwitz                      | |
| vrijdag 24 juli 1942       | Westerbork                | 1000                  | 25 juli 1942      | Auschwitz                      | |
| maandag 27 juli 1942       | Westerbork                | 1010                  | 28 juli 1942      | Auschwitz                      | |
| vrijdag 31 juli 1942       | Westerbork                | 1007                  | 1 augustus 1942   | Auschwitz                      | |
| maandag 3 augustus 1942    | Westerbork                | 1013                  | 4 augustus 1942   | Auschwitz                      | 493 vrouwen en meisjes, 520 mannen en jongens via loods 24 uit Rotterdam. |
| vrijdag 7 augustus 1942    | Westerbork                | 987                   | 8 augustus 1942   | Auschwitz                      | Onder wie Edith Stein. |
| maandag 10 augustus 1942   | Westerbork                | 559                   | 11 augustus 1942  | Auschwitz                      | |
| vrijdag 14 augustus 1942   | Westerbork                | 505                   | 15 augustus 1942  | Auschwitz                      | |
| maandag 17 augustus 1942   | Westerbork                | 506                   | 18 augustus 1942  | Auschwitz                      | |
| vrijdag 21 augustus 1942   | Westerbork                | 1008                  | 22 augustus 1942  | Auschwitz                      | |
| maandag 24 augustus 1942   | Westerbork                | 519                   | 25 augustus 1942  | Auschwitz                      | |
| vrijdag 28 augustus 1942   | Westerbork                | 608                   | 30 augustus 1942  | Auschwitz                      | Coseltransport waarbij 170 mannen de trein in Koźle (Kosel) moesten verlaten, met als doel dwangarbeid te verrichten. |
| maandag 31 augustus 1942   | Westerbork                | 560                   | 1 september 1942  | Auschwitz                      | 200 personen moesten de trein in Kosel verlaten. |
| vrijdag 4 september 1942   | Westerbork                | 714                   | 5 september 1942  | Auschwitz                      | 200 personen moesten de trein in Kosel verlaten. |
| maandag 7 september 1942   | Westerbork                | 930                   | 8 september 1942  | Auschwitz                      | 110 personen moesten de trein in Kosel verlaten. |
| vrijdag 11 september 1942  | Westerbork                | 874                   | 12 september 1942 | Auschwitz                      | 140 personen moesten de trein in Kosel verlaten. |
| maandag 14 september 1942  | Westerbork                | 902                   | 16 september 1942 | Auschwitz                      | 120 personen moesten de trein in Kosel verlaten. |
| vrijdag 18 september 1942  | Westerbork                | 1004                  | 20 september 1942 | Auschwitz                      | Ongeveer 200 personen moesten de trein in Kosel verlaten. |
| maandag 21 september 1942  | Westerbork                | 713                   | 22 september 1942 | Auschwitz                      | Onder wie Max Moszkowicz sr. |
| vrijdag 25 september 1942  | Westerbork                | 928                   | 26 september 1942 | Auschwitz                      | |
| maandag 28 september 1942  | Westerbork                | 610                   | 30 september 1942 | Auschwitz                      | Onder wie Harry Son. |
| vrijdag 2 oktober 1942     | Westerbork                | 1014                  | 3 oktober 1942    | Auschwitz                      | Eerste transport via de spoorlijn vanuit het kamp. 160 personen moesten de trein in Kosel verlaten. |
| maandag 5 oktober 1942     | Westerbork                | 2012                  | 7 oktober 1942    | Auschwitz                      | Eerste doorsturing van 10.000 personen uit Joodse werkkampen. 550 personen moesten de trein in Kosel verlaten. |
| vrijdag 9 oktober 1942     | Westerbork                | 1703                  | 11 oktober 1942   | Auschwitz                      | |
| maandag 12 oktober 1942    | Westerbork                | 1711                  | 14 oktober 1942   | Auschwitz                      | |
| vrijdag 16 oktober 1942    | Westerbork                | 1710                  | 18 oktober 1942   | Auschwitz                      | 570 personen moesten de trein in Kosel verlaten. |
| maandag 19 oktober 1942    | Westerbork                | 1327                  | 21 oktober 1942   | Auschwitz                      | Onder wie Clara de Vries. |
| vrijdag 23 oktober 1942    | Westerbork                | 988                   | 25 oktober 1942   | Auschwitz                      | 170 personen moesten de trein in Kosel verlaten. |
| maandag 26 oktober 1942    | Westerbork                | 841                   | 27 oktober 1942   | Auschwitz                      | |
| vrijdag 30 oktober 1942    | Westerbork                | 659                   | 1 november 1942   | Auschwitz                      | 200 personen moesten de trein in Kosel verlaten. |
| maandag 2 november 1942    | Westerbork                | 954                   | 4 november 1942   | Auschwitz                      | 260 personen moesten de trein in Kosel verlaten. |
| vrijdag 6 november 1942    | Westerbork                | 465                   | 7 november 1942   | Auschwitz                      | 110 personen moesten de trein in Kosel verlaten. |
| dinsdag 10 november 1942   | Westerbork                | 758                   | 12 november 1942  | Auschwitz                      | 180 personen moesten de trein in Kosel verlaten. |
| maandag 16 november 1942   | Westerbork                | 761                   | ---               | Auschwitz                      | 100 personen moesten de trein in Kosel verlaten. |
| vrijdag 20 november 1942   | Westerbork                | 726                   | 21 november 1942  | Auschwitz                      | |
| dinsdag 24 november 1942   | Westerbork                | 709                   | 26 november 1942  | Auschwitz                      | Onder wie 110 joodse Nijmegenaren opgepakt bij de razzia van 17 november. 70 personen moesten de trein in Kosel verlaten. |
| maandag 30 november 1942   | Westerbork                | 826                   | 2 december 1942   | Auschwitz                      | 'Kattenburg'-transport (367 joodse medewerkers van de Amsterdamse confectiefabriek Hollandia-Kattenburg). 170 personen moesten de trein in Kosel verlaten. |
| vrijdag 4 december 1942    | Westerbork                | 811                   | 6 december 1942   | Auschwitz                      | |
| dinsdag 8 december 1942    | Westerbork                | 927                   | 10 december 1942  | Auschwitz                      | 60 personen moesten de trein in Kosel verlaten. |
| zaterdag 12 december 1942  | Westerbork                | 757                   | 14 december 1942  | Auschwitz                      | Laatste transport van dit jaar vanwege treinmaterieel voor kerstreces militairen. |
| maandag 11 januari 1943    | Westerbork                | 750                   | 13 januari 1943   | Auschwitz                      | |
| maandag 18 januari 1943    | Westerbork                | 748                   | 20 januari 1943   | Auschwitz                      | |
| vrijdag 22 januari 1943    | Apeldoorn                 | 921-1131              | 24 januari 1943   | Auschwitz                      | Ziekentransport Het Apeldoornsche Bosch. |
| zaterdag 23 januari 1943   | Westerbork                | 516                   | 24 januari 1943   | Auschwitz                      | |
| vrijdag 29 januari 1943    | Westerbork                | 659                   | 31 januari 1943   | Auschwitz                      | |
| dinsdag 2 februari 1943    | Westerbork                | 890                   | 4 februari 1943   | Auschwitz                      | Onder wie Annie Otten. |
| dinsdag 9 februari 1943    | Westerbork                | 1184                  | 11 februari 1943  | Auschwitz                      | Onder wie Abraham Toncman. |
| dinsdag 16 februari 1943   | Westerbork                | 1108                  | 18 februari 1943  | Auschwitz                      | |
| dinsdag 23 februari 1943   | Westerbork                | 1101                  | 25 februari 1943  | Auschwitz                      | Onder wie Anna Sophia Polak. |
| dinsdag 2 maart 1943       | Westerbork                | 1105                  | 5 maart 1943      | Sobibór                        | Eerste transport naar Sobibór, met personenwagons. Geen overlevenden. |
| dinsdag 9 maart 1943       | Westerbork                | 33                    |                   | Liebenau                       | Kamp Steyerberg. |
| woensdag 10 maart 1943     | Westerbork                | 1105                  | 13 maart 1943     | Sobibór                        | Onder wie wezen van het Joods weeshuis Den Haag. Laatste vervoer naar deze bestemming met personenwagons. 13 overlevenden. |
| woensdag 17 maart 1943     | Westerbork                | 964                   | 20 maart 1943     | Sobibór                        | Onder wie Judikje Simons. 1 overlevende. |
| dinsdag 23 maart 1943      | Westerbork                | 1250                  | 26 maart 1943     | Sobibór                        | Onder wie Abraham de Oliveira en Jacob van Moppes. Geen overlevenden. |
| dinsdag 30 maart 1943      | Westerbork                | 1255                  | 2 april 1943      | Sobibór                        | Geen overlevenden. |
| dinsdag 6 april 1943       | Westerbork                | 2020                  | 9 april 1943      | Sobibór                        | Onder wie Helena Elisabeth Goudeket, Philip Slier en Emanuel Lodewijk Elte. Selma Wijnberg en Ursula Stern overleefden. |
| dinsdag 13 april 1943      | Westerbork                | 1204                  | 16 april 1943     | Sobibór                        | Geen overlevenden. |
| dinsdag 20 april 1943      | Westerbork                | 1166                  | 23 april 1943     | Sobibór                        | Onder wie Meijer Bleekrode. Geen overlevenden. |
| woensdag 21 april 1943     | Amsterdam                 | 295                   | 22 april 1943     | Theresienstadt                 | Eerste transport naar Theresienstadt. Onder hen Jo Spier en Peter Spier. Bestond voornamelijk uit Duitse joden van wie 195 vanuit Westerbork naar Amsterdam waren gekomen. |
| dinsdag 27 april 1943      | Westerbork                | 1204                  | 30 april 1943     | Sobibór                        | Onder wie Leo Smit. Geen overlevenden. |
| dinsdag 4 mei 1943         | Westerbork                | 1187                  | 7 mei 1943        | Sobibór                        | Onder wie Mozes Meijer Cohen. Geen overlevenden. |
| dinsdag 11 mei 1943        | Westerbork                | 1446                  | 14 mei 1943       | Sobibór                        | Jozef Wins als enige overlevende. |
| dinsdag 18 mei 1943        | Westerbork                | 2511                  | 21 mei 1943       | Sobibór                        | Onder wie Juan Luria. Geen overlevenden. |
| dinsdag 25 mei 1943        | Westerbork                | 2862                  | 28 mei 1943       | Sobibór                        | Onder wie Kurt Lilien. Geen overlevenden. |
| woensdag 26 mei 1943       | Amsterdam                 | 2                     | 27 mei 1943       | Theresienstadt                 | Echtpaar Baron Friedrich Bernhard Gutmann. |
| dinsdag 1 juni 1943        | Westerbork                | 3006                  | 4 juni 1943       | Sobibór                        | Onder wie Jules Schelvis als enige overlevende. |
| dinsdag 8 juni 1943        | Westerbork                | 3017                  | 11 juni 1943      | Sobibór                        | Kindertransporten Kamp Vught. Geen overlevenden. |
| dinsdag 29 juni 1943       | Westerbork                | 2397                  | 2 juli 1943       | Sobibór                        | Onder wie Lea Nordheim, Gerrit Kleerekoper, Rika Davids en Michel Velleman. Geen overlevenden. |
| dinsdag 6 juli 1943        | Westerbork                | 2417                  | 9 juli 1943       | Sobibór                        | Onder wie Han Hollander, Alida de Jong, Isidore Goudeket en Jacob Hamel. Geen overlevenden. |
| dinsdag 13 juli 1943       | Westerbork                | 1988                  | 16 juli 1943      | Sobibór                        | Onder wie Adolf Blitz en Helga Deen. Geen overlevenden. |
| dinsdag 20 juli 1943       | Westerbork                | 2209                  | 23 juli 1943      | Sobibór                        | Onder wie Emanuel Querido en Ans Polak. Geen overlevenden. |
| dinsdag 24 augustus 1943   | Westerbork                | 1001                  | 26 augustus 1943  | Auschwitz                      | |
| dinsdag 31 augustus 1943   | Westerbork                | 1004                  | 2 september 1943  | Auschwitz                      | |
| dinsdag 7 september 1943   | Westerbork                | 987                   | 9 september 1943  | Auschwitz                      | Onder wie Mischa en Etty Hillesum. |
| dinsdag 14 september 1943  | Westerbork                | 1005                  | 16 september 1943 | Auschwitz                      | Onder wie Roosje Glaser |
| dinsdag 14 september 1943  | Westerbork                | 305                   | ?                 | Theresienstadt (Bergen-Belsen) | Dit transport met veel Duitse emigranten werd vanwege een overvol Theresienstadt eerst naar Bergen-Belsen gebracht. Op 25 januari 1944 werden 283 van hen naar Theresienstadt overgebracht. |
| dinsdag 21 september 1943  | Westerbork                | 979                   | 23 september 1943 | Auschwitz                      | Onder wie 300 personen een dag eerder vertrokken per trein vanuit Kamp Vught. |
| dinsdag 19 oktober 1943    | Westerbork                | 1007                  | 21 oktober 1943   | Auschwitz                      | Transport een dag eerder vertrokken per trein vanuit Kamp Vught. |
| maandag 15 november 1943   | Vught                     | 1149                  | 18 november 1943  | Auschwitz                      | |
| dinsdag 16 november 1943   | Westerbork                | 995                   | 17 november 1943  | Auschwitz                      | Laatste transport van dit jaar wegens treinmaterieel voor kerstreces militairen en quarantaine kamp wegens kinderverlamming. |
| dinsdag 11 januari 1944    | Westerbork                | 1037                  | ?                 | Bergen-Belsen                  | Eerste transport naar concentratiekamp Bergen-Belsen. Onder hen Hans Krieg, Simon de Vries, Simon Dasberg, Bernard Davids, Hendrik Cohen en Clara Asscher-Pinkhof. |
| dinsdag 18 januari 1944    | Westerbork                | 870                   | 20 januari 1944   | Theresienstadt                 | Onder wie Erich Salomon. |
| dinsdag 25 januari 1944    | Westerbork                | 948                   | 27 januari 1944   | Auschwitz                      | |
| dinsdag 1 februari 1944    | Westerbork                | 908                   | 1 februari 1944   | Bergen-Belsen                  | Op dit transport ook 27 Hongaarse joden, zij werden gedeporteerd naar Buchenwald. |
| dinsdag 8 februari 1944    | Westerbork                | 1015                  | 10 februari 1944  | Auschwitz                      | Onder wie Max Hamburger, Samuel Jessurun de Mesquita en Elly Premsela. |
| dinsdag 15 februari 1944   | Westerbork                | 773                   | ?                 | Bergen-Belsen                  | |
| vrijdag 25 februari 1944   | Westerbork                | 809/811               | 26 februari 1944  | Theresienstadt                 | Hierbij ook 308 Portugese joden die begin februari 1943 vanuit Amsterdam naar Westerbork waren gekomen. Tevens Kurt Gerron, die vervolgens Theresienstadt op film vastlegde, en Catharina Brücker. |
| vrijdag 3 maart 1944       | Westerbork                | 732                   | 5 maart 1944      | Auschwitz                      | Onder wie Ernst Julius Cohen. |
| woensdag 15 maart 1944     | Westerbork                | 210                   | ?                 | Bergen-Belsen                  | Onder wie Philip Mechanicus. |
| donderdag 23 maart 1944    | Westerbork                | 599                   | 25 maart 1944     | Auschwitz                      | Onder wie Louis de Wijze. |
| woensdag 5 april 1944      | Westerbork                | 289                   | 7 april 1944      | Theresienstadt                 | Een trein met vijf verschillende bestemmingen. 240 joden in goederenwagons naar Auschwitz. 101 joden in twee passagierswagons naar Bergen-Belsen, 289 joden in twee wagons naar Theresienstadt, onder wie Ab Caransa. Daarnaast 41 vrouwen en kinderen naar Ravensbrück (een wagon), en 28 mannen naar Buchenwald (een wagon), voornamelijk Roemeense joden. In Assen werden goederenwagons gekoppeld met 625 joden vanuit België voor Auschwitz. |
| woensdag 5 april 1944      | Westerbork                | 101                   | 7 april 1944      | Bergen-Belsen                  | Een trein met vijf verschillende bestemmingen. 240 joden in goederenwagons naar Auschwitz. 101 joden in twee passagierswagons naar Bergen-Belsen, 289 joden in twee wagons naar Theresienstadt, onder wie Ab Caransa. Daarnaast 41 vrouwen en kinderen naar Ravensbrück (een wagon), en 28 mannen naar Buchenwald (een wagon), voornamelijk Roemeense joden. In Assen werden goederenwagons gekoppeld met 625 joden vanuit België voor Auschwitz. |
| woensdag 5 april 1944      | Westerbork                | 240                   | 7 april 1944      | Auschwitz                      | Een trein met vijf verschillende bestemmingen. 240 joden in goederenwagons naar Auschwitz. 101 joden in twee passagierswagons naar Bergen-Belsen, 289 joden in twee wagons naar Theresienstadt, onder wie Ab Caransa. Daarnaast 41 vrouwen en kinderen naar Ravensbrück (een wagon), en 28 mannen naar Buchenwald (een wagon), voornamelijk Roemeense joden. In Assen werden goederenwagons gekoppeld met 625 joden vanuit België voor Auschwitz. |
| woensdag 5 april 1944      | Westerbork                | 41                    | 7 april 1944      | Ravensbrück                    | Een trein met vijf verschillende bestemmingen. 240 joden in goederenwagons naar Auschwitz. 101 joden in twee passagierswagons naar Bergen-Belsen, 289 joden in twee wagons naar Theresienstadt, onder wie Ab Caransa. Daarnaast 41 vrouwen en kinderen naar Ravensbrück (een wagon), en 28 mannen naar Buchenwald (een wagon), voornamelijk Roemeense joden. In Assen werden goederenwagons gekoppeld met 625 joden vanuit België voor Auschwitz. |
| woensdag 5 april 1944      | Westerbork                | 28                    | 7 april 1944      | Buchenwald                     | Een trein met vijf verschillende bestemmingen. 240 joden in goederenwagons naar Auschwitz. 101 joden in twee passagierswagons naar Bergen-Belsen, 289 joden in twee wagons naar Theresienstadt, onder wie Ab Caransa. Daarnaast 41 vrouwen en kinderen naar Ravensbrück (een wagon), en 28 mannen naar Buchenwald (een wagon), voornamelijk Roemeense joden. In Assen werden goederenwagons gekoppeld met 625 joden vanuit België voor Auschwitz. |
| vrijdag 19 mei 1944        | Westerbork                | 453                   | 21 mei 1944       | Auschwitz                      | Vertrek vastgelegd in de Westerborkfilm. Bij dit transport kwamen ook 245 Roma, onder wie Settela Steinbach. In Assen werd de trein gekoppeld met 507 gedeporteerden van het 25e transport vanuit Kamp Mechelen. |
| vrijdag 19 mei 1944        | Westerbork                | 238                   | ?                 | Bergen-Belsen                  | Vertrek vastgelegd in de Westerborkfilm. Bij dit transport kwamen ook 245 Roma, onder wie Settela Steinbach. In Assen werd de trein gekoppeld met 507 gedeporteerden van het 25e transport vanuit Kamp Mechelen. |
| zaterdag 3 juni 1944       | Vught                     | 496                   | ?                 | Auschwitz                      | Laatste joden uit Kamp Vught op transport naar Auschwitz. Dit betrof werkers van het Philips-Kommando. |
| maandag 31 juli 1944       | Westerbork                | 213                   | 2 augustus 1944   | Theresienstadt                 | Onder wie Erna Abramowitz. |
| maandag 31 juli 1944       | Westerbork                | 178                   | ?                 | Bergen-Belsen                  | |
| zondag 3 september 1944    | Westerbork                | 1019                  | 5 september 1944  | Auschwitz                      | Laatste transport naar Auschwitz, onder wie Anne Frank, Otto Frank, Margot Frank, Auguste van Pels, Ronnie Goldstein-van Cleef en Bloeme Evers-Emden. |
| maandag 4 september 1944   | Westerbork                | 2081/2087             | 6 september 1944  | Theresienstadt                 | Laatste transport naar Theresienstadt, onder wie de Barneveldgroep, David Cohen, Johnny & Jones, Leo Kok, Max Ehrlich, Esther Philipse en Stefan Schlesinger. |
| woensdag 13 september 1944 | Westerbork                | 279                   | ?                 | Bergen-Belsen                  | Laatste transport naar Bergen-Belsen, onder wie Abraham Asscher en de onbekende kinderen in Kamp Westerbork. |

## Monumenten
- Tekens in Westerbork
- Nationaal Monument Westerbork